# Gymnogramma toulgoeti
Gymnogramma toulgoeti is een vlinder uit de familie Lacturidae. De wetenschappelijke naam van deze soort is voor het eerst geldig gepubliceerd in 1982 door Gibeaux.
De soort komt voor in tropisch Afrika.